# Semiothisa heliothidata
Semiothisa heliothidata är en fjärilsart som beskrevs av Achille Guenée 1858. Semiothisa heliothidata ingår i släktet Semiothisa och familjen mätare. Inga underarter finns listade i Catalogue of Life.